# Open Water (film)
Open Water is een Amerikaanse thriller uit 2003. Regisseur Chris Kentis schreef zelf het scenario. Hij baseerde dit op de waargebeurde geschiedenis waarin het Amerikaanse echtpaar Tom en Eileen Lonergan in 1998 verzeild raakte. Open Water won een Saturn Award voor beste actrice (Blanchard Ryan) en werd genomineerd voor die voor beste horrorfilm. Tevens won het een Golden Trailer Award voor beste thriller.
Open Water werd in 2006 opgevolgd door Open Water 2: Adrift, met een andere regisseur en rolbezetting.

## Verhaal
Susan Watkins en Daniel Kintner vormen een drukbezet stel, dat met moeite tijd vindt om samen op vakantie te gaan. Ze rijden met hun auto naar de kust. Daar schrijven ze zich in voor een duikexcursie. Zo varen ze onder leiding van organisators Davis, Linda en Junior en een groep van achttien andere ingeschreven duikliefhebbers de zee op. Op een geschikte plek gaat de boot voor anker en krijgt heel de groep 35 minuten om twee aan twee te duiken, uit veiligheidsoverwegingen. Vervolgens dient iedereen boven te komen en aan te geven of er een probleem is, waarop hij of zij weer aan boord wordt geholpen.
Na een dik half uur druppelt bijna iedereen weer aan boord. Junior maakt alleen een fout bij het tellen van de duikers. Daardoor denkt hij dat de groep weer compleet is, terwijl Susan en Daniel nog onder water zitten. Zich van geen kwaad bewust, vaart het gezelschap vervolgens terug naar het vasteland.
Als Susan en Daniel even later boven komen, is de boot in geen velden of wegen meer te bekennen. Eerst raken ze verward, want misschien zijn ze te lang onder gebleven of afgedreven van de juiste locatie. Wanneer de eerste verwarring verdwenen is, beseft het stel dat de boot simpelweg verdwenen is zonder hen. Er is nergens land te bekennen. De boten die ze wel zien, zijn zo ver weg dat het hopeloos lijkt om te proberen die te bereiken voor die verder varen. Bovendien verlaten Susan en Daniel dan de plaats waarvan de organisatoren weten dat de groep daar dook. Wegzwemmen maakt ze onvindbaar als er iemand terugkomt. De meer ervaren Daniel gaat ervan uit dat hun afwezigheid binnen de kortste keren op moet vallen en dat er daarom sowieso wel iemand komt zoeken. Daarom blijven Susan en hij voorlopig waar ze zijn, maar de uren verstrijken zonder dat er hulp komt. Tot overmaat van ramp, duiken er ook nog haaien op.

## Het ware verhaal
- Het verhaal van Open Water is gebaseerd op een duikreis van het Amerikaanse echtpaar Tom en Eileen Lonergan. Zij gingen in 1998 met een groep duiken bij het Australische Great Barrier Reef. Hun verdwijning daarbij werd twee dagen later opgemerkt. De Lonergans zijn nooit teruggevonden.
- Open Water werd gemaakt voor $130.000,- Lions Gate Films kocht de rechten voor $2.500.000,-

## Rolverdeling
- Blanchard Ryan: Susan
- Daniel Travis: Daniel
- Saul Stein: Seth
- Estelle Lau: Estelle
- Michael E. Williamson: Davis
- Cristina Zenarro: Linda
- John Charles: Junior